# Музей „Семейство Улма” в Маркова
Музеят „Семейство Улма“ (на полски: Muzeum Polaków Ratujących Żydów podczas II wojny światowej im. Rodziny Ulmów w Markowej – Музей „Семейство Улма“ в Маркова на поляците, спасявали евреи през Втората световна война) се намира в село Маркова, Югоизточна Полша, Подкарпатско войводство, Ланцутски окръг.

## История
Работата по него започва през 2013 г. от музея „Ланцутски замък“. Отваря врати на 17 март 2016 г.
На 30 юни 2017 г., въз основа на договор от 23 юни 2017 г., подписан между Подкарпатското войводство и министъра на културата и националното наследство, настъпва обособяването на Музея като отделна единица, управлявана от страните по договора. Музеят притежава самостоятелна правосубектност и е вписан в регистъра на културните институции (номер RIK 103/017).
Решението за построяването на музея е взето от съвета на Подкарпатското войводство през юни 2008 г. На площ от 500 кв. м. е планирано да бъде възпроизведен домът на семейство Улма, да бъде създадена изложбена и лекционна зала, научна работилница. Разходите за строежа са оценени на около 6,5 млн. злоти.
Музеят почита поляците, спасявали с цената на собствения си живот евреи, обречени на смърт. Наречен е на името на семейство Улма (Юзеф Улма, съпругата му Виктория и 6-те им деца са убити от германски войници на 24 март 1944 г. заедно с 8 евреи, които са укривали). Останалите поляци в Маркова успяват да спасят 21 евреи.
През първата година от работата на музея той е посетен от около 50 хил. туристи.

## Архитектура
Идеята на създателите е била да скрият тайна в полуостъклената фасада, която да бъде открита едва по време на посещението. Фасадата на музея е универсален символ на дома, който напомня на посетителите предвоенните събития в Маркова. Отнася се за времето на Холокоста, а така също показва неизмеримото съществуване, въпреки трудностите на съдбата и историята. Самата експозиция заема около 120 кв. м.
На стената пред музея са поставени табла с имената на поляците, спасявали евреи, върху осветените плочи са имената на хората, изгубили живота си, спасявайки евреи. Заради недостатъчното пространство са изредени само тези, които действат на територията на днешното Подкарпатско войводство.
До музея е създадена Градината на паметта, препратка към общополския характер на музея, в която ще бъдат разположени осветени плочи с имената на полските населени места, в които еврейското население е спасявано от около 6700 полски праведници на света. В центъра на градината ще бъде поставен и паметник на семейство Улма.